# 西村節朗
西村 節朗（にしむら せつろう、1908年（明治41年）3月16日 - 1997年（平成9年）8月23日）は、日本の政治家。秋田県能代市長。秋田県議会議員（4期）。

## 来歴
秋田県出身。1931年、東北帝国大学工学部機械工学科卒。同年、中島飛行機に入り、技術部長などを務める。戦後、帰郷し、家業の酒造業に携わる。1948年、秋田県教育委員となり、1951年、秋田銀行取締役となる。1963年、秋田県議会議員（自由民主党）に当選し、4期務める。1969年に議長に就任した。1975年、能代市長に当選する。1979年と1983年も当選し、能代市長を3期務め、1987年に退任した。ほかに秋田県酒類卸協同組合理事長、全国酒類卸協同組合連合会会長、秋田県国民健康保険団体連合会理事長などを務めた。